# Agostocarididae
Famille
Les Agostocarididae sont une famille de crevettes (crustacés décapodes) de la super-famille Bresilioidea.

## Liste des genres
Selon World Register of Marine Species (18 avril 2016),  Agostocarididae comprend le genre suivant :
- genre Agostocaris C.W.J. Hart & Manning, 1986